# 赵城关帝庙
赵城关帝庙，位于山西省临汾市洪洞县赵城镇北街、原赵城医院内，建于明代。赵城关帝庙已公布为洪洞县文物保护单位。